# Principat de Likhi
Likhi fou un estat tributari protegit a l'agència de Mahi Kantha a la presidència de Bombai. La població el 1881 era de 1.307 habitants i els ingressos de 150 lliures. El 1901 la població era de 959 habitants (després de la fam de 1899-1900) i els ingressos eren 2.512 rúpies. La superfície era de 23 km².
El thakur no pagava tribut i era un koli mukwana. Abans de 1900 fou privat de jurisdicció judicial que va passar al thanadar de Sabar Kantha.